# Dolichopeza (Nesopeza) orientalis
Dolichopeza (Nesopeza) orientalis is een tweevleugelige uit de familie langpootmuggen (Tipulidae). De soort komt voor in het Oriëntaals gebied.